# RKO Pictures
RKO Pictures, abréviation de Radio-Keith-Orpheum Pictures, est la plus ancienne des sociétés américaines indépendantes de production de films de cinéma. Formellement dissoute en 1959, elle a cependant repris vie en 1981 à travers l'exploitation de son catalogue à la suite de plusieurs rachats de droits. Son logo est un émetteur sur un globe terrestre.

## Histoire
RKO Pictures a été créée en 1928 par la fusion du réseau de salles Keith-Albee-Orpheum (KAO), de Film Booking Offices of America (FBO) — société appartenant à Joseph Patrick Kennedy, père de John Fitzgerald Kennedy — et de Radio Corporation of America (RCA). Elle s'appelle alors RKO Corporation. En 1930, la compagnie absorbe Pathé Exchange, filiale de Pathé aux États-Unis, et est rebaptisée brièvement RKO-Pathé.
En 1948, l'entreprise est rachetée par le milliardaire Howard Hughes qui désirait devenir « le plus grand producteur et réalisateur de films au monde ». Après des années de déclin sous son contrôle, le studio est racheté par la General Tire and Rubber Company en 1955. La RKO Pictures cesse sa production en 1957 et est formellement dissoute deux ans plus tard, après avoir été momentanément rachetée par l'actrice Lucille Ball et Desi Arnaz, qui la rattachèrent à leur studio Desilu Productions, lui-même repris en 1967 par la Paramount, qui l'inséra dans sa filiale Paramount Television. 
En 1981, la chaîne de télévision RKO General, héritière des droits, recréa une unité de production sous le nom de RKO Pictures Inc. La nouvelle compagnie signa de nouveaux accords de distribution et revalorisa le catalogue des classiques de la RKO originelle. En 1989, de nouveaux propriétaires acquirent les droits du catalogue RKO et opèrent aujourd'hui au sein d'une petite compagnie indépendante nommée RKO Pictures LLC.
Pendant l'âge d'or d'Hollywood, RKO sortait près d'un film par semaine. Parmi les artistes alors sous contrat avec la société, on peut citer Ingrid Bergman, Bette Davis, John Ford, Katharine Hepburn, Alfred Hitchcock, Cary Grant, Robert Mitchum et Orson Welles. Parmi les films produits par RKO, on peut citer Citizen Kane, King Kong, La vie est belle, Quasimodo, Nous avons gagné ce soir et de nombreuses comédies musicales avec Fred Astaire et Ginger Rogers. RKO distribua aussi les premiers films de Walt Disney : Blanche-Neige et les Sept Nains et Fantasia par exemple grâce à Marcel Gentel son directeur.

## Spécialisation dans la série B
Bien davantage que les quatre autres grands studios, la RKO produit des séries B pour remplir son calendrier. Sur les trente-et-un  films sortis en 1944, par exemple, dix se contentaient d'un budget inférieur à 200 000 USD, douze entre 200 000 et 500 000 USD, et seuls neuf ont coûté plus.
À comparer avec la grande majorité des films des autres studios auxquels étaient attribués plus de 500 000 USD.
La production recentrée sur les films de série B permet de limiter les risques financiers; même si cela limite aussi le potentiel de récompenses (hormis le coup de Dmytryk [réf. nécessaire]). La RKO fit de plus grands profits avec les petits budgets qu'avec ses films de série A. Ces films offrent également des opportunités à de nouveaux réalisateurs, parmi lesquels Gregory La Cava, Jacques Tourneur, Robert Wise ou encore Mark Robson, Anthony Mann. Nombre de ces séries B sont aujourd'hui tenues en haute estime, notamment ceux de l'unité d'horreur créée par le producteur Val Lewton, tels La Féline (Cat People) (1942), Vaudou (I Walked with a Zombie) (1943), et Le Récupérateur de cadavres (The Body Snatcher) (1945). Richard Dix y termina sa longue carrière au sein du studio avec The Ghost Ship.
Tim Holt était la star des westerns B de l'époque, jouant dans plus de cinquante films pour la RKO. En 1940, Chester Lauck et Norris Goff font passer leurs personnages comiques Lum and Abner de la radio à la RKO pour une série de six films. La série avec le détective Faucon commence en 1941; le Saint et le Falcon étaient des personnages si proches que le créateur du Saint, Leslie Charteris, poursuivit la RKO. Le Faucon fut d'abord interprété par George Sanders, qui avait joué cinq fois le Saint. Il se retira après quatre films et fut remplacé par son frère, Tom Conway, qui jouera neuf fois le rôle avant la fin de la série en 1946. Johnny Weissmuller est la star de six Tarzan pour la RKO entre 1943 et 1948, avant d'être remplacé par Lex Barker. Colonel March fut l'un des derniers feuilletons avec Boris Karloff, produit par RKO.